# Хворостян Олександр Григорович
Олександр Григорович Хворостян (нар. 26 квітня 1943) — український радянський діяч, вибійник шахти імені Леніна виробничого об'єднання «Артемвугілля» Донецької області. Герой Соціалістичної Праці (2.03.1981). Депутат Верховної Ради СРСР 11-го скликання.

## Біографія
Народився в селянській родині. З 1960 року — колгоспник колгоспу імені Димитрова.
У 1962 році закінчив будівельне училище. У 1962 році працював вогнетривником Донецького спеціалізованого управління «Теплобуд».
У 1962—1964 роках — служба в Радянській армії.
З 1964 року — лісогон, гірничий робітник, підземний зв'язківець шахти імені Леніна виробничого об'єднання «Артемвугілля» міста Горлівки Донецької області.
Член КПРС з 1969 року.
З 1970 року — вибійник, бригадир вибійників ордена Жовтневої Революції шахти імені Леніна виробничого об'єднання «Артемвугілля» міста Горлівки Донецької області.
Потім — на пенсії у місті Горлівці Донецької області.

## Нагороди
- Герой Соціалістичної Праці (2.03.1981)
- орден Леніна (2.03.1981)
- орден Трудового Червоного Прапора
- медалі
- повний кавалер знаку «Шахтарська слава»
- Почесна грамота Президії Верховної Ради Української РСР
- Почесний шахтар СРСР